# Maddalena Caterina del Palatinato-Zweibrücken
Maddalena Caterina, contessa palatina di Zweibrücken (tedesco: Magdalena Katharina von Pfalz-Zweibrücken; Zweibrücken, 26 aprile 1607 – Strasburgo, 20 gennaio 1648), è stata contessa palatina del Palatinato-Zweibrücken e duchessa e contessa palatina consorte del Palatinato-Birkenfeld.

## Biografia
Era l'unica figlia nata dal matrimonio del duca e conte palatino Giovanni II del Palatinato-Zweibrücken (1584-1635) e di Caterina (1578-1607), figlia di Renato II di Rohan, visconte di Rohan e conte di Porhoët. 
Dal secondo matrimonio di suo padre, Maddalena ebbe sette fratellastri, tra cui il successore del padre, Federico.
Sposò il 14 novembre 1630 a Zweibrücken il conte palatino e duca Cristiano I del Palatinato-Birkenfeld-Bischweiler (1598-1654). Come dote, portò al marito domini nella città di Bischweiler in Alsazia. La coppia visse dapprima in un'ala del castello di Birkenfeld. In seguito, Cristiano fece edificare a Bischweiler un castello che divenne la residenza della famiglia. Bischweiler fu completamente distrutta nel 1635 nel corso della guerra dei Trent'anni. Caterina Maddalena morì in esilio a Strasburgo ed è sepolta nella chiesa riformata di Bischweiler.

## Discendenza
Maddalena Caterina diede al marito i seguenti figli:
- un figlio di cui non ci è giunto il nome (* / † 1631)
- Gustavo Adolfo (2 luglio 1632 – 4 agosto 1632)
- Giovanni Cristiano (16 giugno 1633 – 19 agosto 1633)
- Dorotea Caterina (3 luglio 1634 – 7 dicembre 1715), sposò nel 1649 il conte Giovanni Luigi di Nassau-Ottweiler (1625-1690)
- Luisa Sofia (16 agosto 1635 – 25 settembre 1691)
- Cristiano II (1637–1717), duca e conte palatino di Birkenfeld, sposò nel 1667 la contessa Caterina Agata di Rappoltstein (1648-1683)
- Giovanni Carlo (1638–1704), conte palatino e duca di Gelnhausen; si sposò nel 1685 in prime nozze con la principessa e contessa palatina Sofia Amalia di Zweibrücken (1646-1695) e nel 1696 in seconde nozze con Esther Marie di Witzleben (1665-1725)
- Anna Maddalena (1640–1693), sposò nel 1659 il conte Giovanni Reinardo II di Hanau-Lichtenberg (1628-1666)

## Ascendenza
|                                           |                 |                               | Genitori                         |  |  | Nonni |  |  | Bisnonni                       |  |  | Trisnonni                       |  |
|                                           |                 |                               |                                  |  |  |       |  |  | Wolfgang von Pfalz-Zweibrücken |  |  | Ludwig II von Pfalz-Zweibrücken |  |
|                                           |                 |                               |                                  |  |  |       |  |  | Wolfgang von Pfalz-Zweibrücken |  |  | Ludwig II von Pfalz-Zweibrücken |  |
|                                           |                 | Elisabeth von Hessen          |                                  |  |  |       |  |  | Wolfgang von Pfalz-Zweibrücken |  |  |                                 |  |
| Johann I von Pfalz-Zweibrücken            |                 |                               |                                  |  |  |       |  |  | Wolfgang von Pfalz-Zweibrücken |  |  |                                 |  |
|                                           |                 | Anna von Hessen               | Philipp I von Hessen             |  |  |       |  |  |                                |  |  |                                 |  |
|                                           |                 | Anna von Hessen               | Philipp I von Hessen             |  |  |       |  |  |                                |  |  |                                 |  |
|                                           |                 | Anna von Hessen               | Christina von Sachsen            |  |  |       |  |  |                                |  |  |                                 |  |
| Johann II von Pfalz-Zweibrücken           |                 | Anna von Hessen               |                                  |  |  |       |  |  |                                |  |  |                                 |  |
|                                           |                 | Wilhelm von Jülich-Kleve-Berg | Johann III von Jülich            |  |  |       |  |  |                                |  |  |                                 |  |
|                                           |                 | Wilhelm von Jülich-Kleve-Berg | Johann III von Jülich            |  |  |       |  |  |                                |  |  |                                 |  |
|                                           |                 | Wilhelm von Jülich-Kleve-Berg | Maria von Jülich-Berg            |  |  |       |  |  |                                |  |  |                                 |  |
| Magdalena von Jülich-Kleve-Berg           |                 | Wilhelm von Jülich-Kleve-Berg |                                  |  |  |       |  |  |                                |  |  |                                 |  |
|                                           |                 | Maria von Habsburg            | Ferdinand I von Habsburg         |  |  |       |  |  |                                |  |  |                                 |  |
|                                           |                 | Maria von Habsburg            | Ferdinand I von Habsburg         |  |  |       |  |  |                                |  |  |                                 |  |
|                                           |                 | Maria von Habsburg            | Anna Jagiellonka                 |  |  |       |  |  |                                |  |  |                                 |  |
| Magdalena Katharina von Pfalz-Zweibrücken |                 | Maria von Habsburg            |                                  |  |  |       |  |  |                                |  |  |                                 |  |
|                                           | René I de Rohan | Pierre II de Rohan-Gié        |                                  |  |  |       |  |  |                                |  |  |                                 |  |
|                                           | René I de Rohan | Pierre II de Rohan-Gié        |                                  |  |  |       |  |  |                                |  |  |                                 |  |
|                                           | René I de Rohan | Anne de Rohan                 |                                  |  |  |       |  |  |                                |  |  |                                 |  |
| René II de Rohan                          | René I de Rohan |                               |                                  |  |  |       |  |  |                                |  |  |                                 |  |
|                                           |                 | Isabeau d'Albret              | Jean III de Navarre              |  |  |       |  |  |                                |  |  |                                 |  |
|                                           |                 | Isabeau d'Albret              | Jean III de Navarre              |  |  |       |  |  |                                |  |  |                                 |  |
|                                           |                 | Isabeau d'Albret              | Catherine de Foix                |  |  |       |  |  |                                |  |  |                                 |  |
| Catherine de Rohan                        |                 | Isabeau d'Albret              |                                  |  |  |       |  |  |                                |  |  |                                 |  |
|                                           |                 | Jean V de Parthenay           | Jean IV de Parthenay             |  |  |       |  |  |                                |  |  |                                 |  |
|                                           |                 | Jean V de Parthenay           | Jean IV de Parthenay             |  |  |       |  |  |                                |  |  |                                 |  |
|                                           |                 | Jean V de Parthenay           | Michelle de Saubonne             |  |  |       |  |  |                                |  |  |                                 |  |
| Catherine de Parthenay                    |                 | Jean V de Parthenay           |                                  |  |  |       |  |  |                                |  |  |                                 |  |
|                                           |                 | Antoinette d'Aubeterre        | François II Bouchard d'Aubeterre |  |  |       |  |  |                                |  |  |                                 |  |
|                                           |                 | Antoinette d'Aubeterre        | François II Bouchard d'Aubeterre |  |  |       |  |  |                                |  |  |                                 |  |
|                                           |                 | Antoinette d'Aubeterre        | Isabelle de Saint-Seine          |  |  |       |  |  |                                |  |  |                                 |  |
|                                           |                 | Antoinette d'Aubeterre        |                                  |  |  |       |  |  |                                |  |  |                                 |  |